# Yahia Turki
Yahia Turki (arabe : يحيى التركي), de son vrai nom Yahia Ben Mahmoud El Hajjem, né en 1902 ou 1903 à Constantinople et mort le 1er mars 1969 à Tunis, est un peintre tunisien qualifié de « père de la peinture tunisienne ».

## Biographie
Né à Constantinople d'une mère turque et d'un père djerbien, Turki suit ses études primaires à l'annexe du Collège Sadiki, puis au lycée Carnot de Tunis. Il fréquente parallèlement l'école coranique où il se pique d'intérêt, pour la première fois, pour l'agencement de formes et de couleurs des tablettes d'écriture. Il poursuit ses études secondaires au lycée Alaoui où il a notamment Georges-Jean Lemare comme professeur de dessin ; celui-ci découvre les talents du jeune novice et s'emploie à lui apprendre les rudiments de la discipline. Face aux pressions familiales, Turki abandonne ses études et intègre la fonction publique. Il reçoit également une formation académique au Centre d'enseignement d'art, qui prend en 1930 le nom d'École des beaux-arts de Tunis.
Turki connaît ses premiers succès dès 1923 au Salon tunisien. Il obtient ensuite une bourse et se rend à Paris en 1927, où il fréquente Albert Marquet et Lucien Mainssieux. En 1928, il séjourne en France et participe à l'Exposition coloniale des artistes français et au Salon des indépendants.
De retour à Tunis en 1935, il expose une série d'œuvres sur des thèmes parisiens. Membre du Groupe des Dix, il succède, en 1956, à Pierre Boucherle en tant que président de l'École de Tunis, poste qu'il occupe jusqu'à sa mort. Il devient aussi vice-président du Salon tunisien.
Yahia s'est marié à l'âge de 52 ans à une Tunisienne et a eu une fille prénommée Nazly.